# Mémoire d'éléphant
Memória de Elefante
Pour l’article ayant un titre homophone, voir Mémoires d'éléphant.
Mémoire d'éléphant (titre original (pt) Memória de Elefante) est le premier roman de l'écrivain portugais António Lobo Antunes, publié en 1979. 

## Résumé
Toute une vie évoquée dans une journée : un psychiatre, très proche de l'auteur, vétéran de la guerre d'Angola, évoque le gouffre du quotidien dans lequel il a sombré depuis son retour et la séparation d'avec sa femme; tout est sombre et laid. L'expérience traumatisante de la guerre lui a révélé la vraie nature de la société portugaise, étouffée par l'Église et la dictature, dissimulant derrière les bonnes manières et les règles de bienséance, une grande vulgarité et une vraie mesquinerie. La ville apparaît comme un véritable zoo humain, avec des animaux en cage dont il serait un des geôliers. Il se sent complice de cette caste qui enferme ceux qui ne s'intègrent pas dans le cadre et envoie le peuple se faire tuer pour défendre ses petits intérêts. Lui, ne sait plus très bien qui est fou et qui ne l'est pas.
Une seule lueur vient éclairer cet abîme : le souvenir des moments passés avec sa femme et ses deux filles. Mais la relation privilégiée qu'il a connue ne fait que mettre en évidence la difficulté qu'il y a à communiquer avec les autres, le manque de fraternité et de tendresse, sa solitude infinie et le temps qui passe. Dans cette jungle, il recherche un abri et se demande comment être un homme sans reproduire les figures du passé, c'est-à-dire en assumant sa fragilité et la pulsion de vie qu'il y a en lui. 
Les souvenirs l'assaillent au long de cette journée : sa jeunesse, son éducation bourgeoise, la rencontre avec sa femme, la naissance de ses filles, son départ pour l'Angola, la torture, la beauté de l'Afrique.

## Thèmes abordés
Sans parler de roman autobiographique, on retrouve de nombreux détails de sa vie dans celle du narrateur : ses origines, son milieu social, son père médecin, ses études de médecine, son mariage juste avant son départ pour la guerre d'Angola, la naissance de ses filles, l'expérience traumatisante de la guerre, son envie d'écrire. 
Bien qu'écrit après la chute de Salazar survenue avec la révolution des œillets, Lobo Antunes nous révèle un pays toujours prisonnier mentalement de cette dictature.